# Julius Schmidhauser
Julius Schmidhauser (* 29. März 1893 in Zürich; † 6. Januar 1970 in Losone) war ein Schweizer Philosoph.

## Leben
Er stammte aus einem bekannten Thurgauer Geschlecht, das sich von Ulrich Schmidhauser herleitet, der als Mitreformator in Konstanz von den Österreichern vertrieben worden war. Schmidhauser besuchte die Volksschule in Hottingen und das Gymnasium in Zürich. Im Herbst 1911 begann er das Studium der Jurisprudenz an der Universität Zürich. 1916/17 chargierte er als Centralpräsident des Schweizerischen Zofingervereins; er gehörte dem linken Lager der Ideal-Zofinger an. Er doktorierte daselbst im Jahr 1919 mit einer Dissertation mit dem Titel Vom reinen unmittelbaren Rechtsbewusstsein.
Im gleichen Jahr wurde er Sekretär des Schweizerischen Schriftstellerverbandes unter den Präsidenten Felix Moeschlin und Robert Faesi, ein Amt, das er bis 1923 innehatte. Im Jahr 1920 verheiratete er sich mit Alice Spinner, der Tochter des Dekans Spinner. Von ihren vier Kindern sind zwei früh verstorben; ihre beiden anderen Kinder, die Tochter Ruth und der Sohn Hannes Schmidhauser, waren im Film tätig. Neben Paul Lang formulierte Schmidhauser maßgeblich die ideologischen Inhalte der rechtsextremen Neuen Front. Wegen einer schweren Erkrankung zog er mit seiner Familie im Jahr 1934 in das Tessin, wo er ein Haus in Losone übernahm, das der Bildhauer Kagan erbaut hatte.

## Werke
- Die Schweiz im Schicksal der Demokratie. (Vortrag, gehalten am 11. Dezember 1930 vor der Zürcher Studentenschaft) Girsberger, Zürich 1931.
- Der Kampf um das geistige Reich. Bau und Schicksal der Universität. Hanseatische Verlagsanstalt, Hamburg 1933.
- Das Reich der Söhne. Walter de Gruyter, Berlin 1940.
- Rose, du bist: [Gedicht].	Buchdruckerei Geschwister Ziegler & Co., Winterthur 1943.
- Mnemosyne. Verlag Lambert Schneider, Heidelberg 1953.
- Revolution: Geschick und Ungeschick der Neuen Zeit. Vorwerk, Stuttgart 1963.